# Walter Bally
Walter Bally (Aarau, 1882 - Ginebra, 1959) fue un botánico suizo.

## Biografía
Titular de una tesis en algología presentada en Zúrich, Bally comienza su carrera en Bonn y en Ginebra; fue nombrado asistente en la Estación experimental central de Java en 1919 y resulta director al año siguiente. Luego es contratado en la Estación experimental de Malang en el este de Java y finalmente jefe de la división de cultivos tropicales y subtropicales del Instituto internacional de agricultura de Roma.

## Obra
- « Der Obere Zürichsee: Beiträge zu einer Monographie », Inaugural-Disertación Universitat Zürich, Archiv für Hydrobiologie und Planktonkunde, 1907, 3, p. 113-178.
- De ziekten van de koffie (Las enfermedades del café), Ámsterdam, J.H. De Bussy, 1931, xiii, 212 p.
- Usa of leguminous plants in Tropical Countries as green manure as cover and has shade (ed. Brizi), Internacional Institute of Agricultura, Roma, 1936, 262 p.